# Unión Meta
El Unión Meta fue un club de fútbol colombiano, de la ciudad de Villavicencio, Meta. Fue fundado en 2000 y jugó en la Categoría Primera B únicamente la temporada de ese año.

## Historia
Villavicencio y el departamento del Meta han tenido representación histórica en la Primera B del fútbol profesional colombiano, siendo el Unión Meta el segundo en la historia después del Alianza Llanos que compitió entre 1991 y 1997.
Unión Meta surgió como filial de Cortuluá, solo jugó en la temporada 2000 y fue posteriormente desafiliado por la Dimayor.
En la temporada que disputó, clasificó en el octavo lugar a los Cuadrangulares Semifinales, quedando eliminado en el Grupo B contra Unión Magdalena, Expreso Palmira y Alianza Petrolera.
El propietario del club fue el empresario Omar López y el técnico durante la campaña fue Víctor Hugo del Río, mientras que en la temporada 2001 lo iba a dirigir Álvaro de Jesús Gómez antes de la desafiliación.